# Fachvereinigung Niederländisch
Die Fachvereinigung Niederländisch (FN) ist der größte Niederlandistenverband der Welt außerhalb des niederländischen Sprachraums. Sie ist ein Verband für Lehrkräfte der niederländischen Sprache, Literatur und Kultur an allgemeinbildenden Schulen und Berufskollegs, Einrichtungen der Erwachsenenbildung, Fachhochschulen und Universitäten. Mit ihren Aktivitäten und Angeboten richtet sie sich an alle an der Sprache und Kultur Flanderns und der Niederlande Interessierte.
Die Vereinigung führt beispielsweise in Zusammenarbeit mit den Bezirksregierungen Düsseldorf, Köln und Münster auch Fortbildungsveranstaltungen für Lehrer durch. In Zusammenarbeit mit u. a. dem Niedersächsischen Kultusministerium war sie an der Erstellung eines von der EU finanziell unterstützten Lehrbuches für die Sekundarstufe I und II beteiligt. Publikationsorgan der Fachvereinigung ist die jährlich erscheinende Zeitschrift „nachbarsprache niederländisch“ (ISSN 0936-5761), die in verschiedenen Bibliotheken gesammelt wird. Die Bibliothek des Vereins gehört zum Haus der Niederlande der Westfälischen Wilhelms-Universität in Münster.
Seit 1988 veranstaltet die Fachvereinigung Niederländisch alle drei Jahre in Zusammenarbeit mit einer Universität, an der die Niederlandistik als Studienfach vertreten ist, ein Kolloquium zur Sprache, Literatur, Landeskunde und Fachdidaktik des Niederländischen an Schulen, Volkshochschulen und Universitäten. Das 11. Kolloquium fand am 6./7. März 2023 an der Universität Oldenburg statt.
Vorstandsvorsitzender in der Wahlperiode 2023–2025 ist Alexander Molz.